# پارا-نیتروفنیل‌فسفات
پارا-نیتروفنیل‌فسفات (به انگلیسی: Para-Nitrophenylphosphate) با فرمول شیمیایی C۶H۶NO۶P یک ترکیب شیمیایی با شناسه پاب‌کم ۳۷۸ است. که جرم مولی آن ۲۱۹٫۰۸۸۷۰۱ g/mol می‌باشد. 